# بوليسنوتس
بوليسوتس (بالإنجليزية:Policenauts), هي لعبة فيديو يابانية من نوع مغامرات ورواية مرئية، وهي من إنتاج شركة كونامي والذي صمم اللعبة وأخرجه هيديو كوجيما، صدرت اللعبة حصرياً بالأسواق اليابانية سنة 1994، وتعمل على عدة منصات، ومنها سيجا ساترن وبلاي ستيشن.

## الترجمة
تم قرصنة اللعبة وترجمتها إلى اللغة الإنجليزية من قبل مبرمجين عاديين.